# 北市場町
北市場町（きたいちばちょう）は、愛知県稲沢市の地名。

## 地理

### 交通
- 東海道本線清洲駅
- 愛知県道454号大里停車場清須線

### 学区
|      | 小学校               | 中学校               | 高等学校 |
| ---- | -------------------- | -------------------- | -------- |
| 全域 | 稲沢市立大里東小学校 | 稲沢市立大里東中学校 | 尾張学区 |

## 歴史

### 地名の由来
清洲城があったころには市場があったことによる。

### 沿革
- 1889年（明治22年） - 中島郡北市場村が市田村大字北市場となる[1]。
- 1906年（明治39年） - 大里村大字北市場となる[1]。
- 1955年（昭和30年） - 稲沢町大字北市場となる[1]。
- 1958年（昭和33年） - 稲沢市北市場町となる[1]。
- 1969年（昭和44年） - 一部が日下部花ノ木町に編入される[1]。
- 1979年（昭和54年） - 一部が日下部南町・北市場西町に編入される[1]。
- 1969年（昭和44年） - 日下部町の一部を編入する[1]。

### 人口の変遷
国勢調査による人口および世帯数の推移。
| 1995年（平成7年）  | 279世帯 840人  |  |
| 2000年（平成12年） | 406世帯 1098人 |  |
| 2005年（平成17年） | 588世帯 1547人 |  |
| 2010年（平成22年） | 183世帯 419人  |  |
| 2015年（平成27年） | 193世帯 410人  |  |
| 2020年（令和2年）  | 190世帯 407人  |  |

### WEB
1. ↑  “愛知県稲沢市の町丁・字一覧”.   人口統計ラボ. 2023年5月5日閲覧。
2. 1 2  総務省統計局 (2022年2月10日). “令和2年国勢調査の調査結果(e-Stat) - 男女別人口，外国人人口及び世帯数－町丁・字等” (CSV). 2023年8月2日閲覧。
3. ↑  “読み仮名データの促音・拗音を小書きで表記するもの(zip形式) 愛知県” (zip).   日本郵便 (2024年2月29日). 2024年3月26日閲覧。
4. ↑  “市外局番の一覧” (PDF).   総務省 (2022年3月1日). 2022年3月22日閲覧。
5. ↑  “ナンバープレートについて”.   一般社団法人愛知県自動車会議所. 2024年1月21日閲覧。
6. 1 2  稲沢市役所 教育委員会事務局 学校教育課 学習支援グループ (2020年4月9日). “住所50音順通学区域（小・中学校）”.   稲沢市. 2024年6月4日閲覧。
7. ↑  総務省統計局 (2014年3月28日). “平成7年国勢調査の調査結果(e-Stat) - 男女別人口及び世帯数 －町丁・字等” (CSV). 2021年7月20日閲覧。
8. ↑  総務省統計局 (2014年5月30日). “平成12年国勢調査の調査結果(e-Stat) - 男女別人口及び世帯数 －町丁・字等” (CSV). 2021年7月20日閲覧。
9. ↑  総務省統計局 (2014年6月27日). “平成17年国勢調査の調査結果(e-Stat) - 男女別人口及び世帯数 －町丁・字等” (CSV). 2021年7月21日閲覧。
10. ↑  総務省統計局 (2012年1月20日). “平成22年国勢調査の調査結果(e-Stat) - 男女別人口及び世帯数 －町丁・字等” (CSV). 2021年7月21日閲覧。
11. ↑  総務省統計局 (2017年1月27日). “平成27年国勢調査の調査結果(e-Stat) - 男女別人口及び世帯数 －町丁・字等” (CSV). 2021年7月21日閲覧。

### 書籍
1. 1 2 3 4 5 6 7 8  「角川日本地名大辞典」編纂委員会 1989, p. 468.